# Gerlosstein
Der Gerlosstein ist ein 2166 m ü. A. hoher Berg in den Zillertaler Alpen im österreichischen Bundesland Tirol, dessen Umgebung touristisch erschlossen ist.

## Umgebung
Der Berg liegt südlich des Gerlospasses. Benachbarte Berge sind im Südosten der 2452 Meter hohe Torhelm und der 2700 Meter hohe Brandberger Kolm.

## Touristische Erschließung
Mit der Gerlossteinbahn fährt eine Luftseilbahn von Hainzenberg bis auf eine Höhe von 1643 m. Von dort ist der Gipfel sowohl auf Wanderwegen als auch über einen Klettersteig der Schwierigkeitsstufe D zu erreichen. Der Klettersteig führt durch die Gerlossteinwand (Kalk-Gneiswand) an der Nordseite des Gerlossteins oberhalb von Zell am Ziller. Die Strecke beträgt 380 m und es müssen 240 m Höhenmeter bewältigt werden.
Der Gerlosstein ist Teil des Skigebiets Zillertal Arena. Er verfügt über eine 7 km lange Rodelbahn.

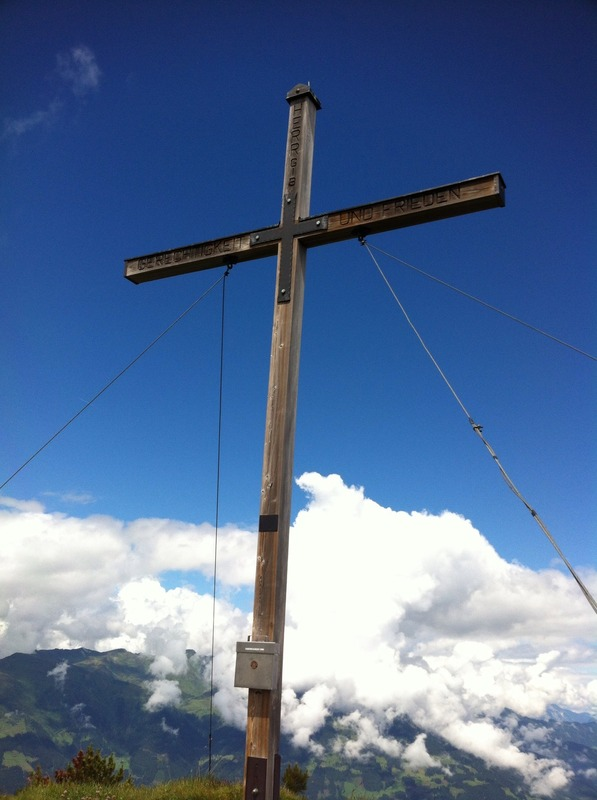
Gipfelkreuz
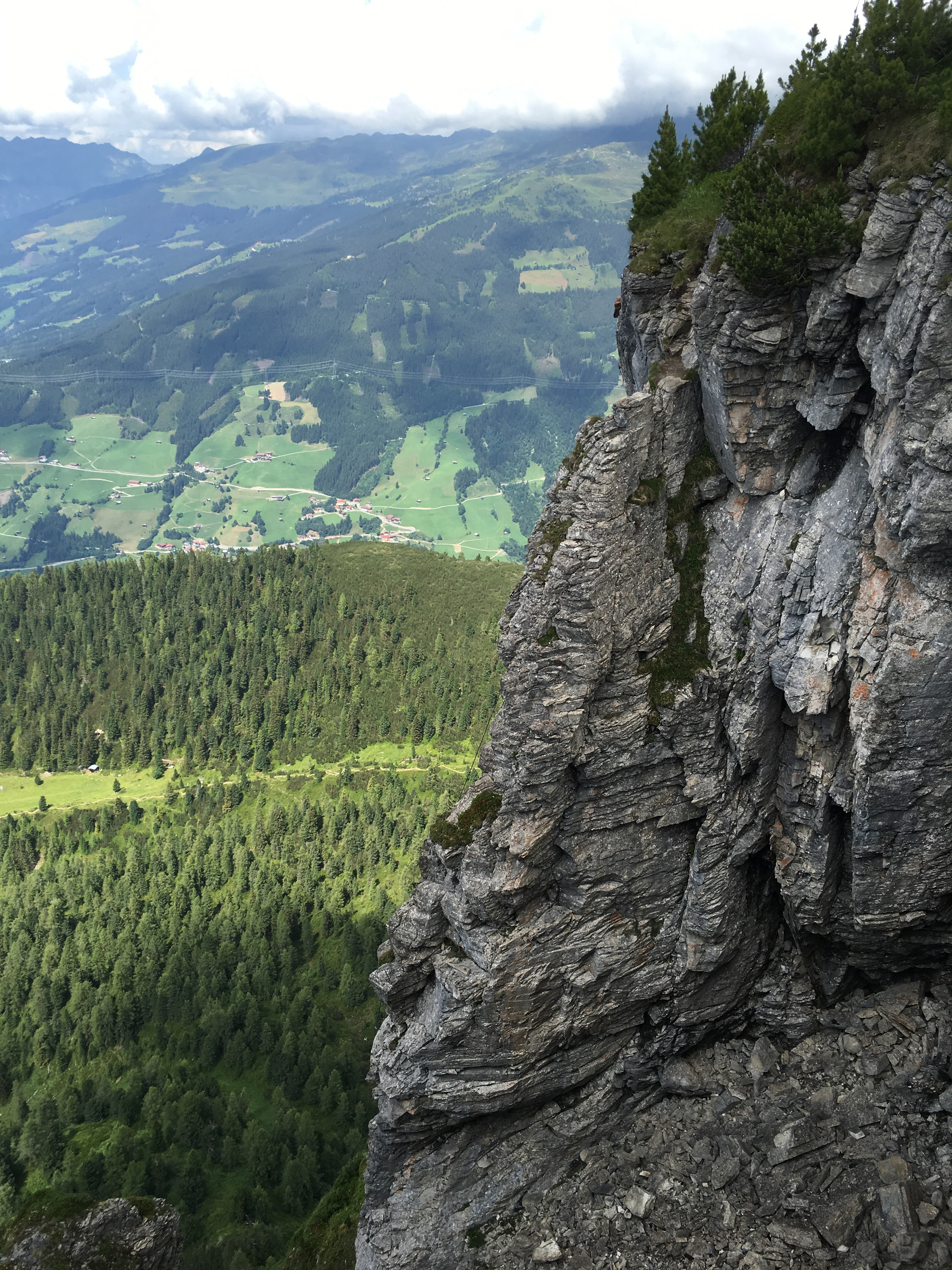
Ansicht
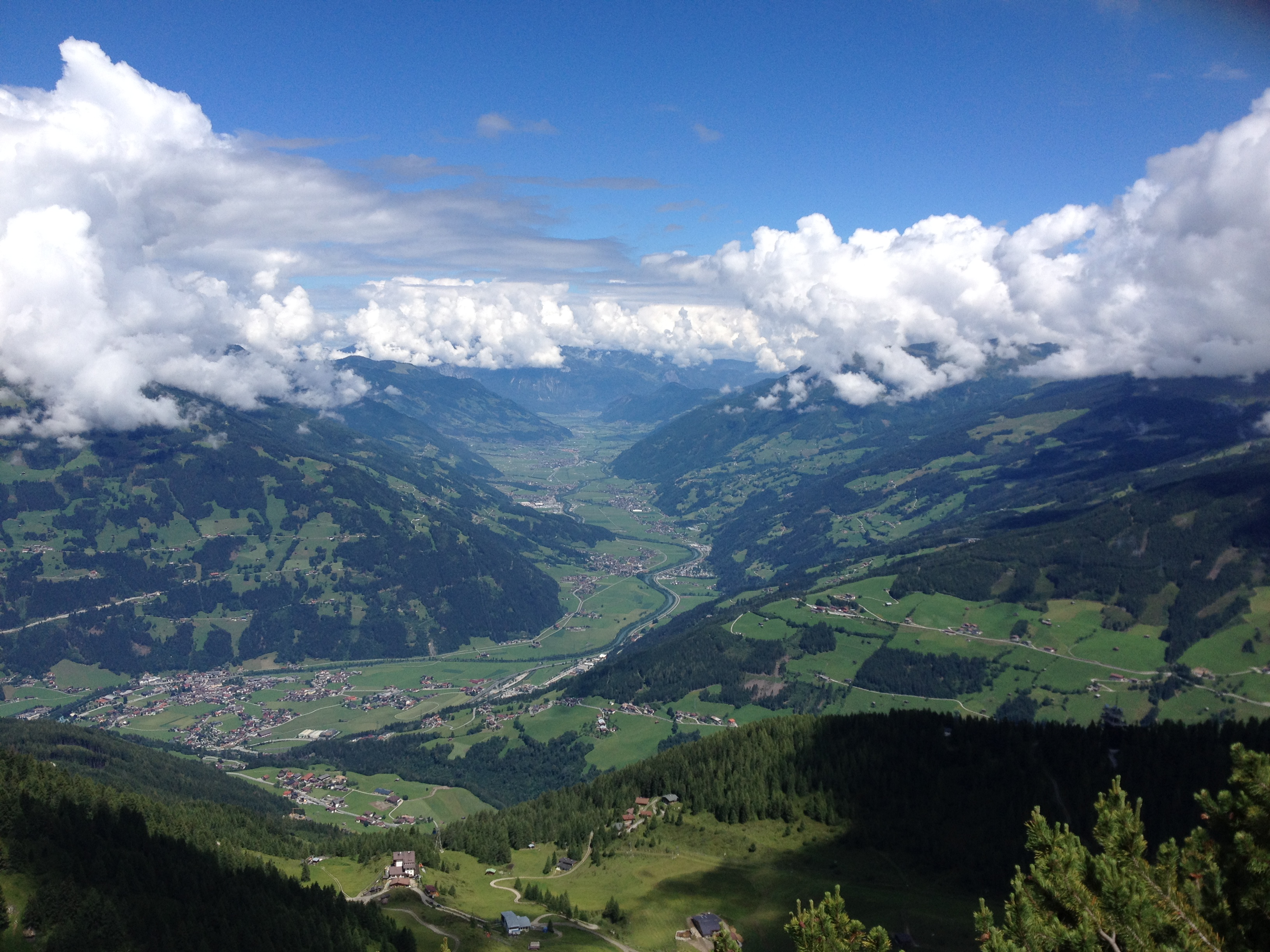
Ausblick auf das Zillertal
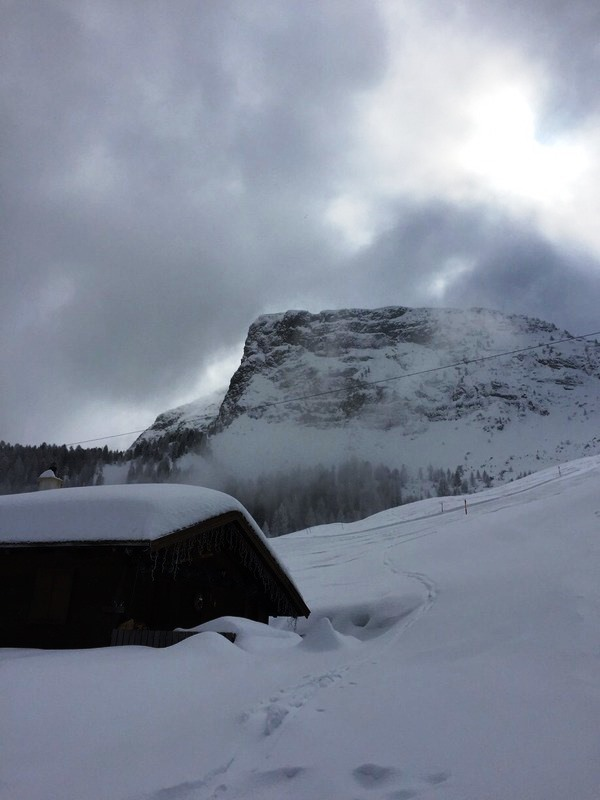
Im Winter